# Le Pommier fleuri
Le Pommier fleuri – ou Le Balcon à Vernonnet – est un tableau réalisé par le peintre français Pierre Bonnard vers 1920. De format vertical, cette huile sur toile est un paysage qui représente le jardin de la maison de l'artiste à Vernon, dans l'Eure, en Normandie. Centrée sur un pommier en fleur, la vue est obtenue d'un balcon qui frange la marge gauche de la composition, une figure apparaissant au-dessous dans la végétation, probablement Marthe Bonnard. L'œuvre est conservée au musée des Beaux-Arts de Brest, à Brest, dans le Finistère.